# 니콜 랜들 존슨
니콜 랜들 존슨(Nicole Randall Johnson, 1973년 12월 9일 ~ )은 미국의 배우, 텔레비전 배우, 영화배우이다.
로스앤젤레스에서 태어났다.

## 영화
- 케스 앤 킴 (2008년)
- 사람 만들기 (2008년)
- 못말리는 형제들 (2007년)
- 결혼 면허 따기 (2007년)
- 트랜스포머 (2007년)
- 지미 앤 주디 (2006년)
- 스쿨 포 스카운드럴 (2006년)
- 당신이 그녀라면 (2005년)
- 르노 911! (2003년)